# Кревик (Север)
Кревик (фр. Craywick) насеље је и општина у североисточној Француској у региону Север-Па д Кале, у департману Север која припада префектури Денкерк.
По подацима из 2011. године у општини је живело 648 становника, а густина насељености је износила 83,83 становника/km². Општина се простире на површини од 7,73 km². Налази се на средњој надморској висини од 2 метра (максималној 8 m, а минималној 0 m).

## Демографија
| 1962. | 1968. | 1975. | 1982. | 1990. | 1999. | 2011. |
| ----- | ----- | ----- | ----- | ----- | ----- | ----- |
| 288   | 338   | 404   | 445   | 382   | 464   | 648   |